# AFL-CIO
L'American Federation of Labor and Congress of Industrial Organizations, indicata comunemente come AFL–CIO, è la più grande centrale sindacale degli Stati Uniti d'America formata da 55 sindacati nazionali ed internazionali. Nel 1886 fu fondata l’AFL per sostenere, contro la politica degli Knights of labor, le rivendicazioni dei lavoratori specializzati. Nel 1920 la federazione raggruppava ormai i 3/4 di tutti i sindacati operai. Nel 1935 si formò nel suo seno il Committee of Industrial Organizations. Nel 1936 le due organizzazioni si divisero (CIO modificò Committee in Congress) per poi riunirsi nel 1955. L'AFL-CIO nacque il 4 dicembre 1955 dalla fusione fra l'American Federation of Labor (AFL) e il Congress of Industrial Organizations (CIO).

## Presidenti
Di seguito la lista dei Presidenti:
- Samuel Gompers (AFL 1886-1894)
- John McBride (AFL 1894-1895)
- Samuel Gompers (AFL 1895-1924)
- William Green (AFL 1924-1952)
- George Meany (AFL: 1952-1955)
  - John L. Lewis (CIO 1938-1940)
  - Philip Murray (CIO 1940-1952)
  - Walter Reuther (CIO 1952-1955)
- George Meany (1955-1979)
- Lane Kirkland (1979-1995)
- Thomas R. Donahue (1995)
- John Sweeney (1995-2009)
- Richard Trumka (2009-2021)
- Liz Shuler (2021– )

## Segretari
Di seguito la lista dei segretari:
- William F. Schnitzler (1955-1969)
- Lane Kirkland (1969-1979)
- Thomas R. Donahue (1979-1995)
- Richard L. Trumka (1995-2009)
- Liz Shuler (2009-2021)
- Fred Redmond (2021– )

## Sindacati attualmente affiliati
Di seguito la lista dei sindacati affiliati:
Actors' Equity Association (AEA)
Air Line Pilots Association (ALPA)
Amalgamated Transit Union (ATU)
American Federation of Government Employees (AFGE)
American Federation of Musicians of the United States and Canada (AFM)
American Federation of School Administrators (AFSA)
American Federation of State, County and Municipal Employees (AFSCME)
American Federation of Teachers (AFT)
American Postal Workers Union (APWU)
American Radio Association (ARA)
American Guild of Musical Artists (AGMA)
American Guild of Variety Artists (AGVA)
Associated Actors and Artistes of America (4As)
Association of Flight Attendants (AFA-CWA)
Bakery, Confectionery, Tobacco Workers and Grain Millers International Union (BCTGM)
Brotherhood of Railroad Signalmen (BRS)
California School Employees Association (CSEA)
Communications Workers of America (CWA)
Farm Labor Organizing Committee (FLOC)
Industrial Union of Electronic Workers (IUE-CWA)
International Alliance of Theatrical Stage Employes, Moving Picture Technicians, Artists and Allied Crafts of the United States, Its Territories and Canada (IATSE)
International Association of Bridge, Structural, Ornamental and Reinforcing Iron Workers (Ironworkers)
International Association of Fire Fighters (IAFF)
International Association of Heat and Frost Insulators and Allied Workers (AWIU)
International Association of Machinists and Aerospace Workers (IAM)
International Association of Sheet Metal, Air, Rail and Transportation Workers (SMART)
International Brotherhood of Boilermakers, Iron Ship Builders, Blacksmiths, Forgers and Helpers (IBB)
International Brotherhood of Electrical Workers (IBEW)
International Federation of Professional and Technical Engineers (IFPTE)
International Longshoremen's Association (ILA)
International Plate Printers, Die Stampers and Engravers Union of North America (Plate Printers and Die Stampers)
International Union of Allied Novelty and Production Workers (Novelty and Production Workers)
International Union of Bricklayers and Allied Craftworkers (BAC)
International Union of Elevator Constructors (IUEC)
International Union of Operating Engineers (IUOE)
International Union of Painters and Allied Trades of the United States and Canada (IUPAT)
International Union of Police Associations (IUPA)
Laborers' International Union of North America (LIUNA)
Marine Engineers' Beneficial Association (MEBA)
National Air Traffic Controllers Association (NATCA)
National Association of Broadcast Employees and Technicians (NABET-CWA)
National Association of Letter Carriers (NALC)
National Federation of Federal Employees (NFFE-IAM)
National Nurses United (NNU)
National Postal Mail Handlers Union (NPMHU)
National Taxi Workers Alliance (NTWA)
NFL Players Association (NFLPA)
Office and Professional Employees International Union (OPEIU)
Operative Plasterers' and Cement Masons' International Association of the United States and Canada (OPCMIA)
Printing, Publishing and Media Workers, CWA (PPMW-CWA)
Professional Aviation Safety Specialists (PASS)
Retail, Wholesale and Department Store Union (RWDSU-UFCW)
Screen Actors Guild-American Federation of Television and Radio Artists (SAG-AFTRA)
Seafarers International Union of North America (SIU)
The Guild of Italian American Actors (GIAA)
The Newspaper Guild (TNG-CWA)
Transport Workers Union of America (TWU)
Transportation Communications International Union/IAM (TCU/IAM)
UNITE HERE (UNITE HERE)
United Association of Journeymen and Apprentices of the Plumbing and Pipe Fitting Industry of the United States and Canada (UA)
United Automobile, Aerospace & Agricultural Implement Workers of America International Union (UAW)
United Food and Commercial Workers International Union (UFCW)
United Mine Workers of America (UMWA)
United Steel, Paper and Forestry, Rubber, Manufacturing, Energy, Allied Industrial & Service Workers International Union (USW)
United Union of Roofers, Waterproofers and Allied Workers (Roofers and Waterproofers)
Utility Workers Union of America (UWUA)
Writers Guild of America, East Inc. (WGAE)

## Sindacati precedentemente affiliati

### Disaffiliati o confluiti in altre organizzazioni
- International Union of United Brewery, Flour, Cereal, Soft Drink and Distillery Workers - confluita in ""International Brotherhood of Teamsters" nel 1973
- Union of Needletrades, Industrial and Textile Employees (UNITE) - confluita con "HERE" nel 2004 per costituire "UNITE HERE"
- Hotel Employees and Restaurant Employees Union (HERE) - confluita con "UNITE" nel 2004 per costituire "UNITE HERE"
- International Brotherhood of Teamsters (IBT or Teamsters) - espulsi da AFL-CIO nel 1957 per corruzione; riaffiliati con AFL-CIO nel 1987; disaffiliati nel 2005 e membri fondatori dell'organizzazione "Change to Win"
- Service Employees International Union (SEIU) - disaffiliata nel 2005 e membri fondatori dell'organizzazione "Change to Win"
- United Brotherhood of Carpenters and Joiners of America - disaffiliati nel 2001; affiliati a "Change to Win" nel 2005, disaffiliati da "Change to Win" nell'estate 2009
- United Farm Workers of America (UFWA) - disaffiliati nel 2006 e affiliati a "Change to Win"
- United American Nurses (UNA) - merged with the California Nurses Association/National Nurses Organizing Committee (CNA/NNOC) and the Massachusetts Nurses Association to create a new AFL-CIO member union, National Nurses United
- Sheet Metal Workers' International Association (SMWIA) - confluita con "United Transportation Union" nel 2014 per costituire la "International Association of SHEET METAL, AIR, RAIL and TRANSPORTATION Workers" (SMART), associata AFL-CIO.
- United Transportation Union (UTU) - confluita con "Sheet Metal Workers' International Association" nel 2014 per costituire la "International Association of SHEET METAL, AIR, RAIL and TRANSPORTATION Workers" (SMART), associata AFL-CIO.
- International Longshore and Warehouse Union (ILWU) - disaffiliati in agosto 2013 per divergenze politiche e programmatiche

### Disaffiliati e riaffiliati
- Laborers' International Union of North America (LIUNA) - membro fondatore di "Change to Win" nel 2005, ma riaffiliato a AFL-CIO nel 2010
- UNITE HERE - membro fondatore di "Change to Win" nel 2005, ma riaffiliato a AFL-CIO nel 2009
- United Auto Workers (UAW) - disaffiliato nel 1968 per costituire Alliance for Labor Action con i Teamsters, riaffiliato nel 1981
- United Food and Commercial Workers -  membro fondatore di "Change to Win" nel 2005, ma riaffiliato a AFL-CIO nel 2013